# Daimler-Benz DB 603
O Daimler-Benz DB 603 foi um motor a pistão desenvolvido e construído na Alemanha e usado em muitas aeronaves da Luftwaffe durante a Segunda Guerra Mundial. Refrigerado a líquido, com 12 cilindros, foi o maior motor V12 construído na Alemanha durante o conflito. Uma evolução do DB 600, a produção do DB 603 começou em Maio de 1942 
O DB 603 alimentou várias aeronaves, incluindo o Do 217N e M, o Do 335, o He 219, o Me 410, o BV 155 e o Ta 152C.